# سریکانتالکشمی آرولاناندام

سریکانتالکشمی آرولاناندام

سریکانتالکشمی آرولاناندام (تامیلی: சிறீகாந்தலட்சுமி அருளானந்தம்; ۱۹۶۱ – ۲۵ دسامبر ۲۰۱۹) کتابدار و نویسنده سریلانکایی بود که مدافع فمینیسم، سواد رسانه‌ای و کتابشناسی ایلام تامیل بود.

## زندگی و تحصیل
سریکانتالکشمی در اینوویل متولد شد، او در خانواده‌اش، بزرگ‌ترین فرزند از هفت فرزند بود، وی در کالج سوناگام راماناتان تحصیل کرد و در رشته اقتصاد از دانشگاه جافنا فارغ‌التحصیل شد. او سپس مدرک خود را در رشته علوم اطلاعات و اسناد از دانشگاه کاماراسار، مادورای دریافت کرد.

## شغل حرفه‌ای
فعالیت حرفه‌ای او به عنوان کتابدار در سال ۱۹۸۹ به عنوان دستیار کتابدار در دانشگاه جافنا آغاز شد و تا سال ۲۰۱۲ به عنوان کتابدار اصلی منصوب شد. او در سال ۲۰۱۷ به عنوان رئیس انجمن کتابخانه سریلانکا انتخاب شد و همچنین رئیس کتابخانه ملی و علوم اطلاعات سریلانکا بود. این اولین بار بود که یک تامیلی رئیس انجمن کتابخانه سریلانکا می‌شد. او همچنین چندین کتاب را با انتشارات واناتی منتشر کرد. مهم‌ترین کمک او انتشار کتاب‌هایی بود که کتابشناسی تامیلی را به وضوح تعریف و راهنمایی می‌کرد.
او با داشتن آموزش مناسب و تجربه عمیق در تحقیق و تدریس کتابشناختی، در طول زندگی خود با هدف ارتقاء رشته کتابداری ایلام و تامیل به استانداردهای جهانی تلاش کرد. او دانش آموزان را به تفکر و عمل فراتر از برنامه درسی تشویق می‌کرد.
کار سریکانتالکشمی به کتابخانه‌های جامعه و مدرسه کمک کرده است تا مجموعه‌های خود را طبقه‌بندی، سازماندهی و فهرست‌بندی کنند. او کتابخانه‌ها را ابزاری مهم و جدایی ناپذیر برای پیشرفت اجتماعی مبتنی بر دانش می‌دانست. او معتقد بود که اگر عموم مردم به کتاب‌ها دسترسی نداشته باشند، ساختمان‌های کتابخانه معنای زیادی ندارند. این روند فکری او را به تأسیس بنیاد غیرانتفاعی برای آگاهی از کتابخانه با هدف ترویج کتابخوانی در بین مردم - به ویژه، در میان کودکان و جوانان سوق داد. تعهد سریکانتالکشمی به انجمن‌هایی برای تبادل درسهای آموخته شده در بین متخصصان کتابخانه گسترش یافت. او به مدت ۱۰ سال رئیس بنیاد آگاهی کتابخانه‌ای بود که عموماً با نام اختصاری «FOLA» شناخته می‌شود، یک سازمان غیردولتی که قصد ترویج مطالعه از سطح مردمی را دارد. مشارکت‌های او دریچه‌ای دیگر به دیدگاه‌های اوست که گواه فداکاری و مسئولیت اجتماعی اوست.
سهم او در آموزش و پرورش در مدارس منطقه از طریق نمایشگاه‌ها و ترویج کتابخوانی بسیار ارزشمند است. یکی از فضاهای مورد علاقه او، در نمایشگاه‌هایش، به «الگوی خود را بشناسید» اختصاص داده شده بود که نقل قول‌هایی از افراد برجسته‌ای که جهان را تغییر دادند، از فیلسوفان مذهبی یا اصلاح‌طلبان اجتماعی گرفته تا افرادی در اقشار مختلف زندگی به نمایش می‌گذاشت. آنها شامل افرادی از سوامی ویکانانتا و گاندی گرفته تا آلبرت انیشتین بودند. الگوهای نزدیک به او شامل مجموعه قابل توجهی از افرادی است که با آنها کار می‌کرد یا برای مشاوره آنها ارزش قائل بود. او به‌عنوان یک کتابدار و مسئول آرشیو تلاش می‌کرد تا اطمینان حاصل کند که دانش‌آموزان و سایر کاربران می‌توانند به راحتی به مطالب مورد نظر خود دسترسی داشته باشند، در حالی که در طول یک مرور کلی، یافته‌های بی‌نظیر گنجینه‌های محلی را برای آنها به ارمغان می‌آورد. به عنوان کلکسیونر، او به اطراف می‌رفت و عجیب‌ترین مطالب را که نشان دهنده فرهنگ محلی بود، جمع‌آوری می‌کرد.

## مرگ
سرانجام سریکانتالکشمی در ۲۵ دسامبر ۲۰۱۹ بر اثر حمله قلبی در اینوویل درگذشت. پس از درگذشت او کارکنان کتابخانه با انتشار بیانیه‌ای گفتند، جامعه تامیل زبان ایلام برای از دست دادن یک شخصیت چندوجهی بی نظیر به عنوان کتابدار، نویسنده، معلم، محقق، مستندساز و فعال رنج می‌برد. ما نمی‌توانیم باور کنیم که روح فداکاری که آرمان‌های والایی داشت، امروز دیگر در میان ما نیست. رویاهای بزرگ او که با ما به اشتراک گذاشته بود، در برابر ما ایستاده است. ما به او این اطمینان را می‌دهیم که سفر ما به سمت آن رؤیاها و برنامه‌ها ادامه خواهد یافت.